# Uptime
Uptime (zu deutsch: Betriebszeit) ist ein englischer Ausdruck für die Zeit, in der ein Computersystem läuft und funktionstüchtig ist, auch verfügbare Betriebszeit oder Klarzeit. Der Begriff entstand zur Beschreibung des Gegenteils der Downtime, d. h. der Zeit, in der ein System ausgeschaltet oder zumindest nicht funktionstüchtig ist.
| Verfügbarkeit | pro Tag    | pro Monat | pro Jahr |
| ------------- | ---------- | --------- | -------- |
| 99,999 %      | 00:00:00.4 | 00:00:26  | 00:05:15 |
| 99,99 %       | 00:00:08   | 00:04:22  | 00:52:35 |
| 99,9 %        | 00:01:26   | 00:43:49  | 08:45:56 |
| 99 %          | 00:14:23   | 07:18:17  | 87:39:29 |

Die Uptime wird als Zeit seit dem letzten Start des Systems angegeben. Die Uptime ist ein Hinweis für die Stabilität eines Betriebssystems und der Hardware. Sie bestimmt die tatsächliche Verfügbarkeit des Systems. Computerdienstleister werben oft mit Uptimegarantien, um Kunden anzulocken. So entspricht eine 99,99-prozentige Uptime in einem Jahr einer Downtime von maximal etwa einer Stunde. Andere Werte lassen sich in der Tabelle rechts auslesen.

## uptime-Befehl unter Unix
Der Befehl uptime gibt auf Unix-Derivaten die aktuelle Uhrzeit, die Uptime des Systems, die Zahl der angemeldeten Benutzer sowie den Load Average über die letzten 1, 5 und 15 Minuten aus.
```
$ uptime
10:52PM  up 127 days,  7:45, 3 users, load averages: 0.21, 0.24, 0.23
```

Benutzer von OpenVMS-Systemen können über Eingabe des Befehls show system eine ähnliche Ausgabe bekommen, wie uptime auf Unix-Systemen sie ausgibt (wobei die Uptime im Format Stunden:Minuten:Sekunden angezeigt wird):
```
$ show system
OpenVMS V7.3-2 on node JERRY  29-JAN-2008 16:32:04.67  Uptime  894 22:28:52
```

## Uptime unter Windows-Systemen
Auf neueren Microsoft-Windows-Systemen kann die Uptime des Systems über den Befehl systeminfo in der Eingabeaufforderung in Erfahrung gebracht werden. Je nach Version des Betriebssystems variiert der ausgegebene Text.
Unter Windows XP Professional, Windows Server 2003 und Windows Vista gibt die Zeile mit der Beschriftung System Up Time (in deutscher Lokalisierung Systembetriebszeit) die Uptime aus:
```
> systeminfo | findstr "Up Time"
System Up Time:            0 Days, 8 Hours, 7 Minutes, 19 Seconds
```

```
deutsche Version

> systeminfo | findstr "Systembetriebszeit"
Systembetriebszeit:                   1 Tage, 13 Stunden, 44 Minuten, 54 Sekunden
```

Ab Windows 7 kann stattdessen der Startzeitpunkt über die Zeile System.Boot.Time (in deutscher Lokalisierung Systemstartzeit) ermittelt werden, aus dem die Uptime berechnet werden kann:
```
deutsche Version

> systeminfo | findstr "Systemstartzeit"
Systemstartzeit:                               22.01.2012, 17:32:04
```

bzw. englisch (hier: Windows Server 2008)
```
> systeminfo | findstr "System.Boot.Time"
System Boot Time:          3/28/2012, 1:31:07 PM
```

Bei Windows 2000, Windows XP Home und Windows 7 ist der Startzeitpunkt mit dem Befehl net statistics server verfügbar:
```
> net statistics server
Serverstatistik für \\COMPUTERNAME
```

```
Statistik seit 9/19/2007 5:42 PM
...
```

Seit der Version 6.0 von PowerShell kann die Uptime dort auch über den Befehl Get-Uptime ermittelt werden.
```
> Get-Uptime
Days              : 11
Hours             : 9
Minutes           : 36
Seconds           : 39
Milliseconds      : 0
Ticks             : 9849990000000
TotalDays         : 11,4004513888889
TotalHours        : 273,610833333333
TotalMinutes      : 16416,65
TotalSeconds      : 984999
TotalMilliseconds : 984999000
```

Über den Parameter -Since kann zudem die Startzeit ermittelt werden:
```
> Get-Uptime -Since
Freitag, 14. Juli 2023 19:30:49
```

Bei Windows Vista und Windows 7 ist die Laufzeit direkt in den Taskmanager, unter dem Reiter Leistung, integriert. Ab Windows 8 befindet sich die Laufzeit ebenfalls dort, allerdings nur in der Übersicht der CPU-Leistung.

## Trivia
Netcraft unterhält Statistiken über die Verfügbarkeit von vielen tausend Webservern und Webhostern. Mit Aufkommen des Internets hat sich das Erreichen einer möglichst großen Uptime zum „Sport“ entwickelt. Es existieren Projekte im Internet, die nur zum Vergleich von Uptimes verschiedener Rechner dienen.